# حنان مامان
حنان مامان (بالعبرية: חנן ממן‏) هو لاعب كرة قدم إسرائيلي في مركز الوسط، ولد في 28 أغسطس 1989 في حيفا في إسرائيل. لعب مع بيتار القدس وفاسلاند بيفيرين وهابوعيل تل أبيب وهبوعيل حيفا.

## وصلات خارجية
- حنان مامان على موقع الاتحاد الأوربي (الإنجليزية)
- حنان مامان على موقع قاعدة بيانات كرة القدم.إي يو (الإنجليزية)
- حنان مامان على موقع ناشيونال فوتبول تيمز (الإنجليزية)
- حنان مامان على موقع Soccerway.com (الإنجليزية)
- حنان مامان على موقع AS.com (الإسبانية)